# Saint-M’Hervé
Saint-M’Hervé település Franciaországban, Ille-et-Vilaine megyében. Lakosainak száma 1357 fő (2022. január 1.). Saint-M’Hervé Balazé, La Chapelle-Erbrée, Erbrée, Montautour, Vitré, Bourgon és La Croixille községekkel határos.

## Népesség
A település népessége az elmúlt években az alábbi módon változott:
| Lakosok száma | 1217 | 1193 | 1144 | 1327 | 1375 | 1375 | 1356 | 1356 | 1357 | 1357 |
|               | 1968 | 1982 | 1990 | 2006 | 2013 | 2015 | 2017 | 2019 | 2020 | 2022 |